# Крюгер, Чарли
Чарлз Эндрю Крюгер (англ. Charles Andrew Krueger ; 28 января 1937, Колдуэлл, Техас — 5 февраля 2021, Клейтон, Калифорния) — профессиональный американский футболист, тэкл защиты. Выступал в НФЛ с 1959 по 1973 год. Всю карьеру провёл в составе «Сан-Франциско Форти Найнерс». Двукратный участник Пробоула. Его игровой №70 выведен в клубе из обращения.
На студенческом уровне играл за команду Техасского университета A&M, член его Зала славы. На драфте НФЛ 1958 года был выбран в первом раунде под общим девятым номером. В 1983 году был избран в Зал славы студенческого футбола.

## Биография
Чарлз Крюгер родился 28 января 1937 года в Колдуэлле в штате Техас. После окончания школы поступил в Техасский университет A&M. С 1955 по 1957 год играл за его футбольную команду линейным нападения и защиты под руководством выдающегося тренера Пола Брайанта. Дважды включался в состав сборной звёзд Юго-Западной конференции, внёс значительный вклад в Трофей Хайсмана, выигранный Джоном Дэвидом Кроу в сезоне 1957 года. В 1972 году избран в Зал спортивной славы университета, также входит в Зал славы Национального фонда футбола и Зал спортивной славы Техаса. В 1983 году избран в Зал славы студенческого футбола.
На драфте НФЛ 1958 года был выбран в первом раунде под общим девятым номером. С 1959 по 1973 год выступал в составе клуба «Сан-Франциско Форти Найнерс», сыграв в 198 матчах регулярного чемпионата. По состоянию на 2021 год это седьмой результат в истории команды. Дважды, в 1960 и 1964 годах, включался в число участников Пробоула. В начале 1970-х годов был одним из ключевых игроков «Форти Найнерс», три раза подряд выигрывавших Западный дивизион НФК. За свою технику и физическую силу получил в команде прозвище «Тэкл из учебника» (англ. Textbook Tackle). В 2009 году был избран в Зал славы клуба, его игровой №70 выведен в «Сан-Франциско» из обращения.
После окончания карьеры подал иск к «Форти Найнерс», требуя компенсации за серьёзные повреждения колена, полученные в результате игры с травмами и использования стероидов. В 1992 году заключил с клубом мировое соглашение, получив 1 млн долларов.
Чарли Крюгер скончался 5 февраля 2021 года в Клейтоне в Калифорнии в возрасте 84 лет. Причиной смерти стали сердечная и почечная недостаточность.